# Kalendarium powstania warszawskiego – 24 września

## 24 września, niedziela

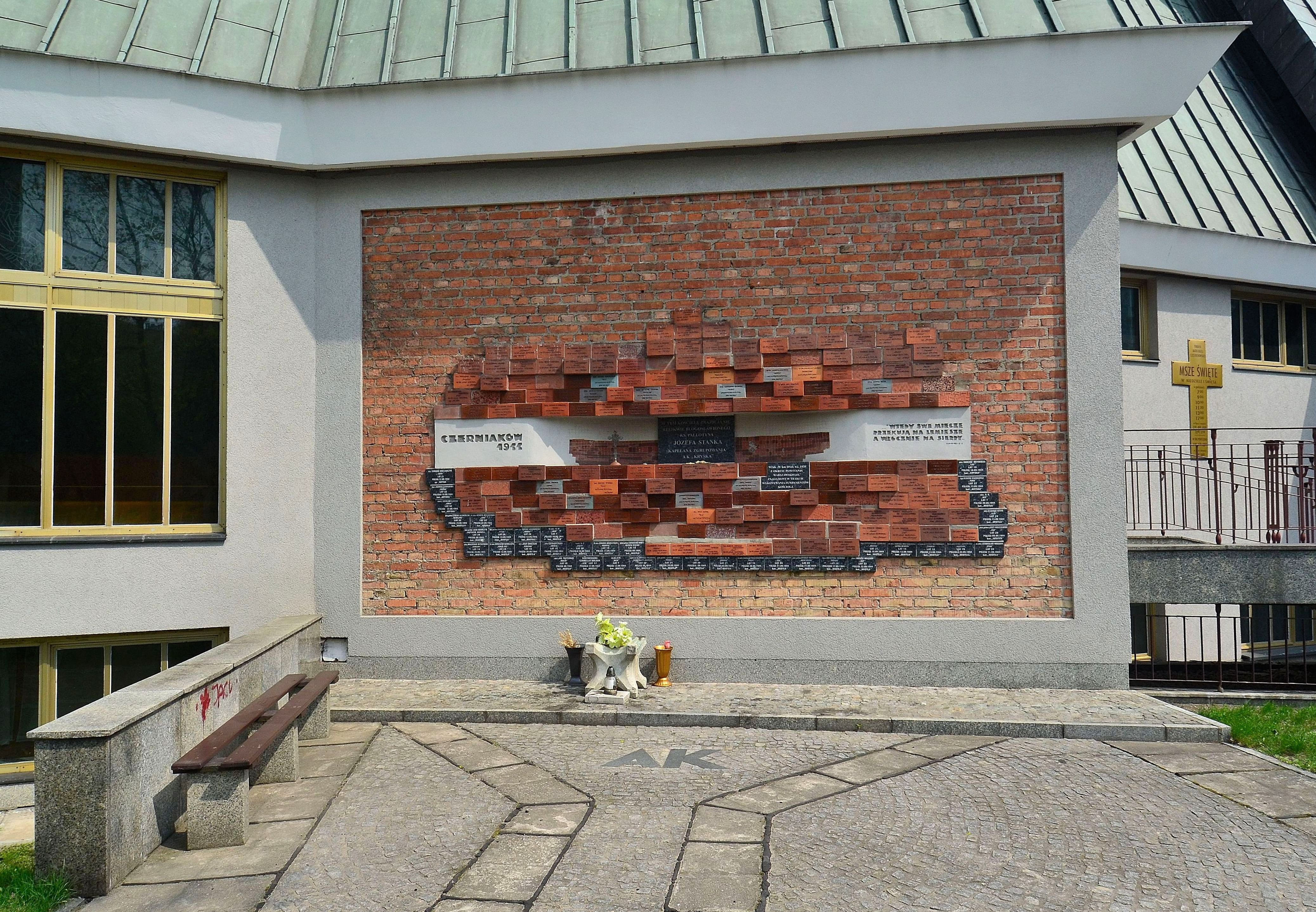
Upamiętnienie powstańców Czerniakowa na kościele Matki Boskiej Częstochowskiej

Upadek Górnego Czerniakowa (tj. terenów w rejonie ul. Wilanowskiej i Zagórnej). W wyniku tego powstaje pierścień zacieśniający się wokół trzech głównych ośrodków oporu powstańców: południowy Mokotów - północny Żoliborz - Śródmieście.
Najcięższe walki toczą się teraz na Mokotowie. Niemcy opanowali pałac i park Królikarnia przy ul. Puławskiej 113a. Duże straty po obydwu stronach.
AL i PAL korzysta z zaistniałych trudności, a także ciężkiego położenia mieszkańców Warszawy i przystępuje do akcji propagandowej drukowania gazet krytykujących m.in. władze powstańcze.
Z meldunku w dzienniku 9. Armii niemieckiej:
Natarcie z południa na Mokotów i izolowanych tam powstańców robi małe postępy. Obrona jest bardzo zacięta. Jutrzejsze natarcie będzie prowadzone od zachodu. Jeśli nie będzie decydujące, nic innego nie pozostanie, jak chwilowe przerwanie walki o Mokotów.
W szpitalu powstańczym umiera profesor weterynarii Jan Gordziałkowski; polegli m.in. Tadeusz Kołecki i Krystyna Niżyńska.